# Ricardo Schutte
André Ricardo Ferreira Schutte (Ribeira Brava, 21 de mayo de 1998), más conocido como Ricardo Schutte, es un futbolista portugués que juega de delantero en el F. C. Vizela de la Segunda División de Portugal.

## Trayectoria
Ricardo Schutte comenzó su carrera deportiva en el Rio Ave, con el que debutó el 2 de agosto de 2019 en un partido de clasificación para la Liga Europa de la UEFA 2019-20 contra el Jagiellonia Białystok, que terminó 4-4.
El 24 de agosto de 2020, el C. D. Mirandés, de la Segunda División de España, llegó a un acuerdo para la cesión de Schutte hasta final de temporada.

## Clubes
| Club                     | País     | Año       |
| ------------------------ | -------- | --------- |
| Rio Ave F. C.            | Portugal | 2019-2022 |
| C. D. Mirandés (cedido)  | España   | 2020-2021 |
| C. F. Estrela da Amadora | Portugal | 2022      |
| U. D. Logroñés           | España   | 2022-2023 |
| U. D. Oliveirense        | Portugal | 2023-2025 |
| F. C. Vizela             | Portugal | 2025-     |